# Paya Gaboh (Sawang)
Paya Gaboh is een bestuurslaag in het regentschap Aceh Utara van de provincie Atjeh, Indonesië. Paya Gaboh telt 985 inwoners (volkstelling 2010).